# Poly(propylenfumarát)

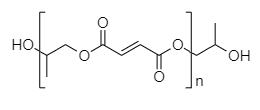
Chemická struktura poly(propylenfumarátu)

Poly(propylenfurmarát) (PPF) je nenasycený lineární polyester a biologicky odbouratelný polymer, který je v posledních letech intenzivně zkoumán. Jakožto biologicky rozložitelný materiál nabízí mnoho výhod, především pro vývoj regenerativního kostního tkáňového inženýrství. Mezi takové výhody patří například schopnost přizpůsobit chemické a mechanické vlastnosti a kinetiku rozkladu tak, aby vyhovovaly různým využitím. Hydrolýzou esterových vazeb dochází k degradaci a produkty propylenglykol a kyselina fumarová jsou organismu vlastní.

## Syntéza

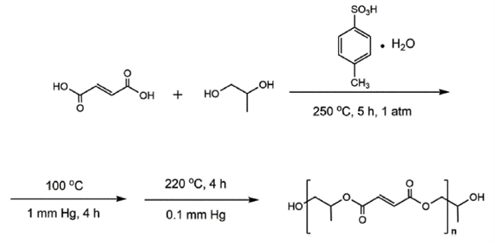
Jednostupňová metoda syntézy poly(propylenfumarátu)

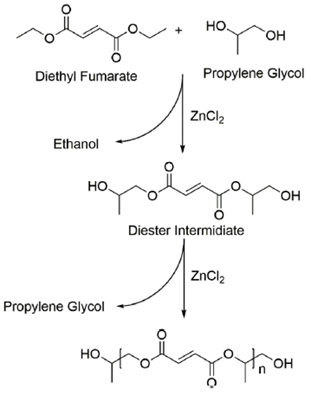
Vícestupňová metoda syntézy poly(propylenfumarátu)

Od konce 80. let 20. století, kdy byl materiál studován pro kostní tkáňové inženýrství a podávání léčiv, vědci zkoumají, jaké jsou nejvhodnější způsoby syntézy poly(propylenfumarátu). Od té doby bylo použito několik strategií, které lze rozdělit do dvou kategorií podle postupů a kroků syntézy, jde o jednostupňové metody a vícestupňové metody.  
Pro syntézu poly(propylenfumarátu) se používá vícestupňový postup, jehož prvním krokem je reakce propylenglykolu s diethylfumarátem v molárním poměru 3:1. Dochází ke kondenzaci a vzniku bis(hydroxypropyl)fumarátu jako meziproduktu a k uvolnění ethanolu. Reakce je katalyzována chloridem zinečnatým. Do reakce se přidává hydrochinon zabraňující síťovací reakci.  
Ve druhém kroku dochází k transesterifikaci meziproduktu bis(hydroxypropyl)fumarátu na výsledný poly(propylenfumarát) (PPF) a jako vedlejší produkt se uvolňuje propylenglykol. PPF je  následně rozpuštěn v dichlormethanu, čištěn, sušen síranem sodným a nakonec je z něj odstraněno rozpouštědlo. 

## Síťování
Poly(propylenfumarát) s nízkou molární hmotností ležící v intervalu 500-4000 g/mol je při laboratorní teplotě viskózní kapalina, která vyžaduje pro dosažení pevné struktury s mechanickou integritou zesíťování. Každá jednotka v tomto polymeru obsahuje jednu dvojnou vazbu uhlík-uhlík, která umožňuje kovalentní zesíťování, a dvě esterové skupiny, které umožňují hydrolýzu. Síťování se u tohoto materiálu dělí podle mechanismu, a to na tepelné síťování a fotosíťování. Existuje mnoho druhů monomerů, které mohou být použity jako činidlo pro tepelné síťování, například N-vinylpyrrolidon (NVP), diethylfumarát (DEF) nebo poly(ethylenglykol)-dimethylakrylát (PEG-DMA). Jako iniciátor fotosíťování se nejčastěji používá bis(2,4,6-trimethylbenzoyl)fenylfosfinoxid (BAPO).
Pro tepelné síťování se nejčastěji používá propylenfumarátakrylát (PF-DA), N-vinylpyrrolidon (NVP), hydroxyethylmethakrylát (HEMA) nebo poly(ethylenglykol)-dimethylakrylát (PEG-DMA). NVP se velmi často používá jako síťovací činidlo, ale v oblasti medicínského využití vyvolává obavy kvůli toxicitě a nerozložitelnosti v sítích PPF. V nynější době se využívá spíše poly(ethylenglykol) (PEG), který může za vhodných podmínek vytvářet příčné vazby mezi PPF řetězci a je hydrofilní.

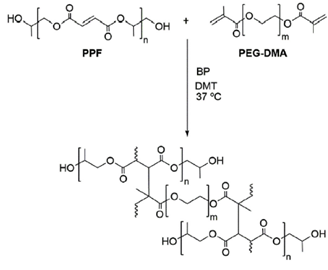
Schéma síťování poly(propylenfumarátu) s poly(ethylenglykol)-dimethylakrylátem

Zesíťované poly(propylenfumarátové) materiály jsou biologicky odbouratelné a biokompatibilní. Zbytky urychlovače, nezreagovaného činidla nebo iniciátoru však mohou biokompatibilitu snižovat a bránit správnému tisku scaffoldů pro tkáňové inženýrství. U fotosíťování je výhodou jednodušší kontrola nad reakcí síťování a větší flexibilita při implantaci scaffoldů. Z tohoto důvodu jsou studovány fotosíťovací metody , především pomocí ultrafialového záření a fotoiniciátoru bis(2, 4, 6 – trimethylbenzoyl) fenylfosfin oxidu (BAPO). 

## Modifikace poly(propylenfumarátu)
Materiál určený k náhradě kostní tkáně musí splňovat několik důležitých požadavku. Všechny náhrady musí být osteokonduktivní z důvodu rychlé integrace s kostní tkání, musí být odbouratelné určitou rychlostí pro vhodné načasování nahrazení tkání novou a musí mít dostatečnou pevnost, hlavně na počátku léčby. Kvůli splnění těchto požadavků se provádí modifikace materiálů, mezi které řadíme funkcionalizaci povrchu PPF, metodu mechanického vyztužování, optimalizaci teploty a doby při síťování PPF a kopolymerací PPF s jinými polymery. Kopolymeraci PPF lze provést za přítomnosti methoxy poly(ethylenglykolu), poly(ε-kaprolaktonu) nebo methoxy poly(ethylenglykol) monoakrylátu. 

## Degradace poly(propylenfumarátu)
PPF je díky hydrolyzovatelným esterovým vazbám v řetězci schopný degradace. Je tak výhodný pro výrobu implantátů, aniž bychom později operativním zákrokem museli zasahovat do lidského organismu. Produkty degradace poly(propylenfumarátu) jsou propylenglykol a kyselina fumarová, přičemž kyselina fumarová je metabolitem spotřebovávaným v Krebsově cyklu a propylenglykol se běžně používá jako potravinářská přísada.
Degradaci těchto materiálů ovlivňují faktory, mezi které patří molární hmotnost lineárních polymerů před síťováním, používaná síťovací činidla, složení kompozitů, hustota sítě, pH prostředí či buněčná aktivita na materiálu. Rychlost degradace se např. u sítí PPF/PF-DA zvyšuje s klesající hustotou sítě a více než pH prostředí, ve kterém se materiál nachází, degradaci ovlivňuje hustota síťování PPF. Rychlost degradace sítí PPF/NVP se snižuje s rostoucí hustotou síťování. K degradaci 50 % tepelně zesíťovaného polymeru PPF/NVP je potřeba 12 týdnů, u polymeru PPF/PFDA vzniklého fotosíťováním je potřeba více než 52 týdnů degradace. Vliv na biodegradabilní vlastnosti mohou mít i způsoby, kterými jsou materiály na bázi poly(propylenfumarátu) připraveny.

## Materiálové vlastnosti
Poly(propylénfumarát) je, podle dosažené molární hmotnosti, lehce nažloutlý až žlutý viskózní polymer již při laboratorní teplotě. Jde o lineární polyester s dvojnými vazbami umístěnými na fumarátových jednotkách, které tak umožňují jeho síťování. Tato síť poté degraduje jednoduchou hydrolýzou na netoxické produkty, kterými je propylenglykol a kyselina fumarová. Teplota síťování se pohybuje v rozmezí teplot 37–48 °C a teplota skelného přechodu, která záleží na molární hmotnosti, má hodnotu v intervalu teplot 16 až −20 °C. Je rozpustný v chloroformu, tetrahydrofuranu, acetonu a ethanolu a je nerozpustný ve vodě nebo petroletheru. .

## Biomedicínské aplikace
Materiály na bázi poly(propylenfumarátu) se využívají jako regenerativní lešení a kostní cementy. Výsledná integrace závisí nejen na vnitřních vlastnostech polymeru, ale také na procesu výroby. Kromě biokompatibility, bioresorbovatelnosti a dalších vhodných vlastností pro manipulaci, je zde důležitá také mikroarchitektura, která umožňuje prorůstání buněk a jejich další růst. Ve tkáňovém inženýrství kostních tkání se dává přednost lešením s pravidelnou geometrií pórů.